# Железнов, Лев Михайлович
Лев Михайлович Железнов (род. 27 августа 1963, Салават, Башкирская АССР, РСФСР, СССР) — доктор медицинских наук, профессор, ректор Кировского государственного медицинского университета с 2018 года (и. о. в 2017—2018).

## Биография
Родился 27 августа 1963 года в г. Салавате Башкирской АССР.
В 1980 году окончил среднюю школу №18 города Салават с золотой медалью. По окончании школы поступил на лечебный факультет Оренбургского государственного медицинского института, который закончил с отличием в 1986 году.
С 1986 по 1988 годы проходил обучение в клинической ординатуре на кафедре хирургии №2 ОГМИ.
С 1988 по 1991 годы обучался в очной аспирантуре на кафедре оперативной хирургии и топографической анатомии альма-матер.
С мая 1992 по сентябрь 1995 года работал в должности ассистента, а с октября 1995 по февраль 2002 года — доцента кафедры оперативной хирургии и топографической анатомии ОГМИ (ОрГМА). С февраля 2002 года по ноябрь 2017 года занимал должность заведующего кафедрой анатомии человека ОрГМА (ОрГМУ).
С 1994 года по 2001 год являлся председателем и заместителем председателя приемной комиссии вуза.
С 2005 по 2009 год являлся деканом лечебного факультета, а в 2013—2015 годах — деканом педиатрического факультета и факультета клинической психологии ОрГМУ.
В 2009 году принимал участие в выборах ректора ОрГМА, был аттестован комиссией Минздрава РФ, но снял свою кандидатуру в пользу избранного ректора на этапе голосования.
В сентябре-октябре 2009 года и в сентябре-ноябре 2015 года исполнял обязанности проректора по учебной работе, а в сентябре 2015 года — проректора по лечебной работе и связям с клиническими базами.
В 2010—2013 годах возглавлял учебно-методическую комиссию по контролю за знаниями обучающихся.
С октября 2015 года — председатель вузовской комиссии по переходу профессорско-преподавательского состава на эффективный контракт.
В 2016 году назначен Учёным секретарем университета.
В 2016—2017 годах возглавлял вузовские комиссии по выборам Учёного совета и ректора.
14 декабря 2017 года приказом МЗ РФ назначен исполняющим обязанности ректора Кировского государственного медицинского университета, а в октябре 2018 года избран на должность ректора.

## Научная деятельность
В 1991 году защитил кандидатскую диссертацию на тему «Восстановительные операции на венах с использованием деминерализованной трубчатой кости и микрохирургической техники», в 2002 — докторскую на тему «Микрохирургическая и компьютерно-томографическая анатомия поджелудочной железы и ее клиническое значение». В 2004 году ему присвоено учёное звание «профессор».
Сферой научных интересов Л. М. Железнова в настоящее время являются экспериментальная и медицинская морфология, экспериментальная хирургия, история морфологии. За период научной деятельности им выполнен цикл крупных научных исследований по разработке и изучению микрохирургического шва и пластики венозных сосудов в эксперименте, изучению микрохирургической и клинической анатомии поджелудочной железы для обоснования прецизионных вмешательств на данном органе, детально изучены вопросы фетальной топографии и анатомии внутренних органов человека для обоснования и развития фетальной хирургии и совершенствования методов пренатальной УЗ-диагностики. В рамках реализации исследований по фетальной топографии сформирована научная школа, развивающаяся на базе Оренбургского и Кировского медицинских университетов.
Результаты научно-практической деятельности отражены в 444 научных работах (из них более 120 статей в рецензируемых журналах), в том числе 10 монографиях, 10 патентах РФ на изобретения, 1 патенте на полезную модель и 4 свидетельствах о регистрации программ для ЭВМ. За период научной деятельности им подготовлено 14 кандидатов и 5 докторов медицинских наук.

## Награды
В июне 2005 года вручена грамота губернатора Оренбургской области за многолетнюю плодотворную работу по подготовке квалифицированных кадров здравоохранения.
В марте 2008 году отмечен ведомственным знаком Минздравсоцразвития РФ «Отличник здравоохранения».
В июне 2008 года награжден дипломом Рособразования, как научный руководитель лучшей научной работы открытого конкурса студентов вузов России и стран СНГ по естествознанию, техническим и гуманитарным наукам.
В декабре 2007 года вручена Почётная грамота Министерства Образования Оренбургской области подготовку лауреата премии по поддержке талантливой молодежи.
В 2013 году получена благодарность от министра образования Оренбургской области за проведение комплексной научно-технической экспертизы материалов на соискание премии Губернатора Оренбургской области в сфере науки и техники.
В 2009, 2012, 2013, 2016 годах вручались Почётные грамоты ректора ОрГМУ за многолетний добросовестный труд, подготовку врачебных кадров.
В 2010 году вручена Почётная грамота ректора Западно-Казахстанского медицинского университета за активное участие в работе диссертационного совета Д 09.04.01.
В 2003, 2005, 2010, 2011, 2013 годах становился лауреатом премии губернатора в сфере науки и техники.
В 2013 году получил благодарность Губернатора Оренбургской области за многолетнюю плодотворную педагогическую деятельность.
В 2014 году дипломант XII Российской ярмарки инновационных проектов профессиональных образовательных организаций и организаций высшего образования и науки (г. Нижний Новгород).
В 2016 году указом Президента РФ присвоено почетное звание «Заслуженный работник высшей школы РФ».